# Список томов ранобэ Sword Art Online
Sword Art Online (яп. ソードアート・オンライン Со: до А:то Онрайн) — серия лайт-новел (ранобэ) японского писателя Рэки Кавахара с иллюстрациями художника выступающего под псевдонимом Abec. Рэки Кавахара написал первый том серии в 2002 году для конкурса Dengeki Game Novel Prize (яп. 電撃ゲーム小説大賞 Dengeki Game Shōsetsu Taishō, ныне литературная премия Dengeki) издательства ASCII Media Works, но не смог поучаствовать, так как превысил допустимый предел страниц. Вместо этого он опубликовал роман в интернете под псевдонимом Фумио Кунори. В 2008 году он решил снова написать роман для конкурса, в этот раз он выиграл Гран-при, написав Accel World. Параллельно с Accel World ASCII Media Works решили, с разрешения автора, издать его первый роман Sword Art Online. Кавахара, согласившись на издание, убрал свои веб-романы. Переиздание романа началось 10 апреля 2009 года. К концу 2017 года количество романов основной серий достигли отметки 20 томов. На данный момент основная серия делится на 4 Арки: (Айнкрад) (Танец фей) (Призрачная пуля) (Алисизация). Осенью 2017 года Рэки Кавахара в своем твиттере сообщил, что 21-й том новеллы «Sword Art Online» ознаменует начало новой арки. Существует также ответвления от основной серии: Sword Art Online: Progressive, Sword Art Online Alternative: Gun Gale Online, Sword Art Online: Clover’s Regret.  В 2015 году издательство Истари комикс объявило о приобретении лицензии на публикацию ранобэ Sword Art Online, а в августе 2017 объявили о приобретений ранобэ и манги Sword Art Online: Progressive.

## Ранобэ

### Sword Art Online
Sword Art Online — основная ветка похождений Кирито и его друзей в VRMMORPG играх. 
| № | Русское (японское) название                                                                                  | Дата публикации в Японии                | Дата публикации в России             |
| --- | --- | --------------------------------------- | ------------------------------------ |
| 1 | Sword Art Online 1: Айнкрад (ソードアート・オンライン1 アインクラッド)                                       | 10 апреля 2009 ISBN 978-4-04-867760-8   | Январь 2016 ISBN 978-5-904676-60-5   |
| Виртуальный мир, почти неотличимый от настоящего, — новейшая VRMMO «Sword Art Online». Однако смерть в этом мире означает смерть в мире реальном. Почти десять тысяч человек становятся пленниками игры и смогут освободиться, только если пройдут её до конца. Мечник Кирито пытается сделать это в одиночку, но встреча с виртуозной фехтовальщицей Асуной круто меняет его судьбу… и не только его. | |                                         |                                      |
| 2 | Sword Art Online 2: Айнкрад (ソードアート・オンライン2 アインクラッド)                                       | 10 августа 2009 ISBN 978-4-04-867935-0  | Январь 2016 ISBN 978-5-904676-61-2   |
| Кирито, как и многие другие игроки, заключён в мире игры «Sword Art Online». За время, проведённое в ней, он встречает разных людей: приручительницу Силику, хозяйку кузницы Лизбет, таинственную девочку Юи, а также робкую копейщицу Сати, которую чёрный мечник не может забыть. В этом томе собраны четыре истории, в разное время случившиеся с Кирито, когда тот штурмовал уровни Айнкрада. | |                                         |                                      |
| 3 | Sword Art Online 3: Танец фей (ソードアート・オンライン3 フェアリィ・ダンス)                                 | 10 декабря 2009 ISBN 978-4-04-868193-3  | Октябрь 2016 ISBN 978-5-904676-65-0  |
| Кирито вернулся из смертельно опасной VRMMO «Sword Art Online» в реальный мир и первым делом принялся разыскивать Асуну, свою возлюбленную… но та ещё не пробудилась от виртуального сна. Кирито не понимает, что происходит. В отчаянии он хватается за единственную зацепку — таинственный скриншот с Асуной, запертой в птичьей клетке, и с головой погружается в VR-игру «ALfheim Online» — мир летающих по небу игроков-фей. | |                                         |                                      |
| 4 | Sword Art Online 4: Танец фей (ソードアート・オンライン4 フェアリィ・ダンス)                                 | 10 апреля 2010 ISBN 978-4-04-868452-1   | Октябрь 2016 ISBN 978-5-904676-66-7  |
| Ради спасения Асуны, так и не вернувшейся в реальный мир, Кирито погрузился в подозрительную VRMMO под названием «ALfheim Online». ALO очаровывает игроков многим: продвинутой магией; боями, требующими быстрой реакции; системой полёта, позволяющей парить в небесах; графикой, не уступающей SAO, и, конечно, Большим квестом. Став феей-спригганом, Кирито устремился к главной цели всех игроков — «Древу мира» Иггдрасилю! | |                                         |                                      |
| 5 | Sword Art Online 5: Призрачная пуля (ソードアート・オンライン5 ファントム・バレット)                         | 10 августа 2010 ISBN 978-4-04-868763-8  | Март 2017 ISBN 978-5-904676-77-3     |
| Виртуальность и реальность переплетаются всё сильнее. И вот уже слухи о человеке, который способен выстрелом в игре убить противника из реального мира, берёт на заметку даже Министерство внутренних дел. Только ли это слухи, или за ними кроются настоящие преступления? Чтобы выяснить правду, Кирито придётся нырнуть в новую VR-игру. В игру, пахнущую сталью и порохом… «GunGale Online». | |                                         |                                      |
| 6 | Sword Art Online 6: Призрачная пуля (ソードアート・オンライン6 ファントム・バレット)                         | 10 декабря 2010 ISBN 978-4-04-870132-7  | Март 2017 ISBN 978-5-904676-78-0     |
| Чтобы выяснить личность загадочного игрока по имени Дес Ган и узнать, действительно ли он умеет убивать людей, находясь внутри игры, Кирито ныряет в VRMMO «GunGale Online». Предположив, что Дес Ган примет участие в турнире «Золотая пуля», он делает то же самое. Вместе с девушкой-снайпером Синон ему предстоит разгадать зловещую загадку виртуального мира и бросить вызов своему прошлому. | |                                         |                                      |
| 7 | Sword Art Online 7: Розарий матери (ソードアート・オンライン7 マザーズ・ロザリオ)                            | 10 апреля 2011 ISBN 978-4-04-870431-1   | Октябрь 2017 ISBN 978-5-904676-85-8  |
| Прошло несколько недель после истории с Дес Ганом. В мире VRMMO следующего поколения Alfheim Online, населённом феями, происходит нечто странное. На 24-м уровне новой зоны «Летающая крепость Айнкрад», к северу от главного города появился загадочный игрок. Он ставит на кон свой оригинальный навык мечника и раз за разом побеждает в дуэлях всех претендентов. Асуна бросает вызов непобедимому мечнику по имени Дзэккэн, одолевшему даже «Чёрного мечника» Кирито, но тоже терпит поражение… | |                                         |                                      |
| 8 | Sword Art Online 8: Вначале и потом (ソードアート・オンライン8 アーリー・アンド・レイト)                     | 10 августа 2011 ISBN 978-4-04-870733-6  | Октябрь 2017 ISBN 978-5-904676-86-5  |
| «Убийство в безопасной зоне». На одном из средних уровней SAO умер игрок, причём в безопасной зоне, где нельзя погибнуть. За необычное дело берутся Кирито и Асуна. «Калибр». Наконец-то в мире ALO стал доступен квест, ведущий к легендарному мечу Экскалибру. Кирито тоже горит желанием поучаствовать в гонке за ним, однако чем это обернётся?.. «Первый день». Акихико Каяба только что объявил о начале смертельной игры. Кирито берёт квест, который помнит по бета-тесту, чтобы раздобыть клинок помощнее. | |                                         |                                      |
| 9 | Sword Art Online 9: Алисизация. Начало (ソードアート・オンライン9 アリシゼーション・ビギニング)              | 10 февраля 2012 ISBN 978-4-04-886271-4  | Март 2018 ISBN 978-5-907014-00-8     |
| — Где я?.. Очнувшись, Кирито обнаруживает себя на полянке среди вековых деревьев, растущих в виртуальном мире под названием «Андерворлд». Он идёт куда глаза глядят, пытаясь найти хоть что-то, и встречает молодого парня. — Меня зовут Юджио. Будем знакомы! Оказалось, эмоции у этого NPC, жителя виртуального мира, настолько проработанные, что не отличаются от человеческих. Сдружившись с Юждио, Кирито вспоминает сцену из прошлого: они ещё детьми играют на природе, а с ними белокурая девочка по имени Алиса. Девочка, которую нельзя забывать… | |                                         |                                      |
| 10 | Sword Art Online 10: Алисизация. Запуск (ソードアート・オンライン10 アリシゼーション・ランニング)            | 10 июля 2012 ISBN 978-4-04-886697-2     | Март 2018 ISBN 978-5-907014-01-5     |
| Кирито угодил в загадочный фэнтезийный мир, похожий на VRMMO. Там он познакомился с первым встреченным им человеком — парнем по имени Юджио, ведущим себя слишком эмоционально, чтобы быть NPC. Вместе они отправились в столицу Центорию. Прошло два года. Кирито и Юджио стали младшими кадетами в имперской академии мечников северной Центории. Каждый день они учатся у своих наставников, Сольтирины и Голгороссо, и стремятся стать рыцарями единства — сильнейшими блюстителями порядка в мире людей. Чтобы попасть в сердце Церкви Аксиом, управляющей Центорией, им нужно преодолеть все преграды и войти в ряды двенадцати элитных курсантов! | |                                         |                                      |
| 11 | Sword Art Online 11: Алисизация. Поворот (ソードアート・オンライン11 アリシゼーション・ターニング)           | 10 декабря 2012 ISBN 978-4-04-891157-3  | Сентябрь 2018 ISBN 978-5-907014-16-9 |
| Два года прошло с тех пор, как Кирито угодил в загадочный фэнтезийный мир и познакомился там с Юджио. Они стали элитными курсантами имперской академии мечников Северной Центории и день за днём тренируются, надеясь стать рыцарями единства, блюстителями порядка мира людей. Став элитными курсантами, Кирито и Юджио получили себе в услужение по пажу. Кирито досталась Ронье, Юджио — Тизе. Вчетвером они налаживают отношения и живут полноценной жизнью кадетов и курсантов… Но на их пути встаёт людская злоба. Ронье и Тизе попадают в западню, организованную аристократами. Узнав об этом, Юджио хватается за меч, но его останавливает вера в Церковь. Вдруг его правый глаз пронзает сильная боль, и он видит причудливый текст на священном языке, который он не может прочитать: «SYSTEM ALERT». | |                                         |                                      |
| 12 | Sword Art Online 12: Алисизация. Восхождение (ソードアート・オンライン12 アリシゼーション・ライジング)       | 10 апреля 2013 ISBN 978-4-04-891529-8   | Сентябрь 2018 ISBN 978-5-907014-17-6 |
| Наконец-то Юджио исполнил мечту своего детства и воссоединился с Алисой. Но в ней больше не осталось ничего от той маленькой девочки из деревни Рулид. Алиса пришла за Кирито и Юджио как за преступниками, нарушившими Кодекс Запретов. Она ничего не помнит о своём детстве и называет себя рыцарем единства. Их бросают в подземелье Центрального собора, символа власти Церкви Аксиом, но благодаря смекалке Кирито им удаётся сбежать. Затем им помогает таинственная девочка по имени Кардинал, которая знает, что Кирито пришёл в этот мир «извне». Наконец, Кирито и Юджио отправляются в путь к вершине башни, чтобы вернуть прежнюю Алису! Но на их пути встают сильные воины, рождённые при помощи ритуала синтеза... | |                                         |                                      |
| 13 | Sword Art Online 13: Алисизация. Раскол (ソードアート・オンライン13 アリシゼーション・ディバイディング)      | 10 августа 2013 ISBN 978-4-04-891757-5  | Апрель 2019 ISBN 978-5-907014-44-2   |
| — Цвети, «Голубая роза»! Кирито и Юджио поднимаются на вершину белоснежной башни Центрального собора, символа Церкви Аксиом, где их ждёт Первосвященница Администратор. Наконец-то они снова встретили рыцаря единства Алису, вооружённую «Душистой оливой». Когда заклинания «Полного подчинения» Кирито и Алисы выходят из-под контроля, они ломают стену собора, после чего их обоих вышвыривает наружу. Оставшись в одиночестве, Юджио верит, что его напарник обязательно выживет, и продолжает подъём. На его пути встаёт самый старый и самый сильный рыцарь единства — Беркули Синтесис Ван. Юджио обращает свой меч, «Голубую розу», против героя сказок, которые он так любил в детстве... | |                                         |                                      |
| 14 | Sword Art Online 14: Алисизация. Объединение (ソードアート・オンライン14 アリシゼーション・ユナイティング)   | 10 апреля 2014 ISBN 978-4-04-866505-6   | Апрель 2019 ISBN 978-5-907014-45-9   |
| Белоснежная башня Центрального собора — символ власти Церкви Аксиом. Заручившись помощью мудрой Кардинал, живущей в отрезанной от мира библиотеке, Юджио и Кирито направляются на самый верхний, сотый этаж собора, где их поджидает Первосвященница Администратор. Юджио стремится туда, чтобы превратить Алису из рыцаря единства в того, кем она должна быть; а Кирито — чтобы спасти Андерворлд от гибели. Но на девяносто девятом этаже перед Кирито и Алисой появляется Юджио в доспехах рыцаря единства и с ледяным блеском в глазах. Юджио без малейших колебаний выхватывает клинок, и Кирито вынужден защищаться. Неужели настало время битвы, которую он предчувствовал, ещё когда услышал далёкие раскаты грома в день начала путешествия? Достучатся ли отчаянные мольбы Кирито до души Юджио? Окончание подцикла «мир людей» цикла «Алисизация»! | |                                         |                                      |
| 15 | Sword Art Online 15: Алисизация. Вторжение (ソードアート・オンライン15 アリシゼーション・インベーディング)   | 9 августа 2014 ISBN 978-4-04-866775-3   | Апрель 2019 ISBN 978-5-907014-46-6   |
| — Скажи, Кирито... Что мне теперь делать?.. Победа над Первосвященницей Администратор далась недёшево: Юджио погиб, Кирито впал в кому. Прошло полгода. Алиса живёт возле деревни Рулид вместе с Кирито, который лишь молча сидит в коляске и смотрит пустыми глазами. Алиса отказалась от своего долга как рыцаря единства и доверила защиту мира людей Беркули, выбрав тихую жизнь вместе с потерявшим душу юношей. Тем временем на Андерворлд неумолимо надвигается окончательная фаза стресс-теста, о которой предупреждала Кардинал, и мир людей начинает ощущать зловещее дыхание Дарк Территори. Ужасная армия тьмы готовится начать свой поход. | |                                         |                                      |
| 16 | Sword Art Online 16: Алисизация. Взрыв (ソードアート・オンライン16 アリシゼーション・インベーディング)       | 8 августа 2015 ISBN 978-4-04-865307-7   | Апрель 2019 ISBN 978-5-907014-47-3   |
| Пятьдесят тысяч солдат бога тьмы Вектора, или Габриэля Миллера, против пятитысячной армии защитников под командованием рыцаря единства Беркули. Фанацио и другие рыцари единства доблестно сражаются, стремясь одолеть превосходящего по численности врага, но горные гоблины хитростью проникают за линию фронта и направляются в тыл. Юным кадетам Ронье и Тизе, ухаживающим за впавшим в кому Кирито, угрожает смертельная опасность. Однако самый коварный стратег в армии тьмы — это глава гильдии чёрных магов Ди Ай Эль, которая надеется уничтожить всю армию защитников одним ужасным заклинанием... И куда же отправится Асуна, только что вошедшая в Андерворлд?! | |                                         |                                      |
| 17 | Sword Art Online 17: Алисизация. Пробуждение (ソードアート・オンライン17 アリシゼーション・アウェイクニング) | 9 апреля 2016 ISBN 978-4-04-865883-6    | Июль 2020 ISBN 978-5-6044290-2-0     |
| В Андерворлд наконец-то прибыли игроки из реального мира! Армия тьмы готова пожертвовать всем, чтобы заполучить жрицу света Алису. Наступил второй день окончательного стресс-теста, и армия Дарк Территори, терпящая поражение благодаря героическим усилиям рыцарей единства, наносит подлый ответный удар: американский наёмник Криттер, следящий за ситуацией в Андерворлде извне, бросает в решающую битву людей из реального мира. Он созывает на геймерских сайтах Америки игроков для «бета-тестирования реалистичной VRMMO» и обманом приглашает в мир свыше пятидесяти тысяч человек. Подкрепление, сражающееся на стороне сил тьмы, ставит армию мира людей в отчаянное положение. Даже Асуна, вошедшая в этот мир с помощью привилегированной учётной записи Стейсии, не может победить всех врагов в одиночку. Но затем в Андерворлде появляются ещё две легендарные богини: блистательная Солус и милостивая Террария. Они как две капли воды похожи на Синон и Лифу... | |                                         |                                      |
| 18 | Sword Art Online 18: Алисизация. Завершение (ソードアート・オンライン18 アリシゼーション・ラスティング)      | 10 августа 2016 ISBN 978-4-04-892250-0  | Июль 2020 ISBN 978-5-6044290-3-7     |
| Долгожданный конец «Алисизации»! — Это Кирито. Мой Кирито вернулся... На второй день окончательного стресс-теста весь Андерворлд погрузился в хаос. Габриэль победил командира рыцарей единства Беркули и Синон, вооружённую силой богини Солус, и преследует Алису, которая пытается добраться до Ворлд Энд Алтара. Тем временем на другом поле боя отряд-приманка армии мира людей оказывается в кольце чёрных рыцарей. Защитникам не помогает ни доблесть Асуны, ни вмешательство Лизбет, Силики и других игроков. Наконец ПоХ, переживший истребление «Весёлого гроба», добирается до впавшего в кому Кирито и уже собирается вонзить в него свои отравленные клыки... но тут в душе Кирито раздаётся голос его лучшего друга, с которым они так долго вместе жили, сражались и смеялись. Голос его верного напарника... Наконец-то Кирито приходит в себя, чтобы прийти на помощь всем жителям Андерворлда.                                                                      | |                                         |                                      |
| 19 | Sword Art Online 19: Колыбель Луны (ソードアート・オンライン19 ムーン・クレイドル)                           | 10 февраля 2017 ISBN 978-4-04-892668-3  | Июль 2020 ISBN 978-5-6044290-4-4     |
| Эпизод, расширяющий концовку «Алисизации»! Спустя триста лет войны Андерворлд наконец-то объединился. Неизвестно откуда взявшийся приблудыш Вектора одолел бога тьмы и принёс мир этой земле. Но проходит время, и в белоснежной башне Центрального собора Ронье Арабель, повышенная до рыцаря-ученика, слышит от Кирито, Верховного мечника и главного арбитра мира людей, шокирующие слова: — Рано или поздно снова вспыхнет война. Эта книга расширяет концовку «Алисизации» и рассказывает о событиях после Великой войны Андерворлда! | |                                         |                                      |
| 20 | Sword Art Online 20: Колыбель Луны (ソードアート・オンライン020 ムーン・クレイドル)                          | 8 сентября 2017 ISBN 978-4-04-893283-7  | Июль 2020 ISBN 978-5-6044290-5-1     |
| Кто преступник, задумавший развязать войну между миром людей и Дарк Территори? Герои Андерворлда Кирито и Асуна выводят врага на чистую воду! Горного гоблина Мялу подозревают в убийстве уборщика Ядзена, но этого просто не могло случиться в Андерворлде, жители которого связаны Кодексом Запретов и правом сильного. Пытаясь разобраться в случившемся, Кирито обратился за помощью к главнокомандующему армией мира тьмы Искану, однако предполагаемый преступник, загадочный мужчина в чёрной накидке, ушёл у них из-под носа. Когда расследование заходит в тупик, Асуна приходит в трактир, где произошло убийство, и заклинание взгляда в прошлое показывает ей невероятные вещи... Тем временем над рыцарями-ученицами Ронье и Тизе сгущаются тучи! Окончание цикла «Лунная колыбель»! | |                                         |                                      |
| 21 | Sword Art Online 21: Unital Ring (ソードアート・オンライン21 ユナイタル・リングＩ)                           | 7 декабря 2018 ISBN 978-4-04-912211-4   | Февраль 2022 ISBN 978-5-907340-65-7  |
| Прошёл месяц после возвращения Кирито и Асуны из Андерворлда и появления в их жизни Алисы, получившей материальное тело. Но спокойному существованию неожиданно приходит конец. — Первый уровень... — У меня тоже первый уровень! Они втроём попадают в загадочную игру Unital Ring — сетевой симулятор выживания, созданный через объединение VRMMO, работавших на платформе «Семя». Кирито почти сразу же теряет всё снаряжение и остаётся буквально в одних трусах. Но, даже оказавшись в жестоком, полном смертельных опасностей мире VRMMOSVG, он бросает вызов этой загадочной игре! | |                                         |                                      |
| 22 | Sword Art Online 22: Целуй и лети (ソードアート・オンライン22 キス・アンド・フライ)                          | 10 октября 2019 ISBN 978-4-04-912675-4  | Май 2022 ISBN 978-5-907340-66-4      |
| Днём ранее. Во время прохождения SAO Кирито делает Асуне предложение, и они решают провести в Айнкраде медовый месяц. Но когда они приходят туда, где ожидают найти свой новый дом, то не могут поверить своим глазам... Днём позже. С тех пор как Асуна начала пользоваться в ALO новым персонажем, её постоянно мучают загадочные приступы отчуждения, источник которых кроется в одной из трагедий SAO... Радужный мост. Кирито и его друзья благополучно пережили путешествие в подводный храм. Однако загадочный диалог владыки морей Левиафана и владыки глубин Кракена зовёт их в новое приключение! Молитва сестёр. Трагедия SAO ещё не подошла к концу, когда одна девушка согласилась стать подопытной в испытаниях Медикубоида, медицинского устройства полного погружения. Так начинается история Юки Абсолютного Меча. | |                                         |                                      |
| 23 | Sword Art Online 23: Unital Ring II (ソードアート・オンライン23 ユナイタル・リングII)                        | 10 декабря 2019 ISBN 978-4-04-912891-8  | Май 2022 ISBN 978-5-907340-67-1      |
| Кирито, Асуна и Алиса — не единственные, кого против воли забросили в загадочную VRMMO Unital Ring. Синон тоже неожиданно для себя очутилась в этом мире. — Да уж... Никогда бы не подумала, что вляпаюсь в такое... Допустив несколько ошибок, она осталась одна, без друзей, без снаряжения и с почти опустевшей шкалой жажды. Чтобы выжить, ей придётся бросить вызов огромному монстру-боссу. Тем временем отряд Кирито разделяется: часть людей останется охранять дом, вторая отправится искать Синон. Но на пути их поджидают стихийные бедствия, опасные монстры, а в конце концов — и враждебные игроки... | |                                         |                                      |
| 24 | Sword Art Online 24: Unital Ring III (ソードアート・オンライン24 ユナイタル・リングIII)                      | 9 мая 2020 ISBN 978-4-04-913155-0       | Май 2022 ISBN 978-5-907340-68-8      |
| Сэйдзиро Кикуока из Виртуального отдела МВД вновь встречается с Кирито, чтобы пригласить его, Асуну и Алису в Андерворлд, где прошло уже двести лет. Вновь погрузившись в знакомый мир, герои встречаются с Лоранней и Стикой, потомками Ронье и Тизе. Но затем... — Это и есть Инкарнация человека, который выдаёт себя за Звёздного Короля? — говорит некто, представившийся командиром пилотов единства и как две капли воды похожий на потерянного друга Кирито... Тем временем в Unital Ring герои наконец-то сталкиваются со злодеем, который строит против них козни! | |                                         |                                      |
| 25 | Sword Art Online 25: Unital Ring IV (ソードアート・オンライン25 ユナイタル・リング IV)                       | 10 декабря 2020 ISBN 978-4-04-9135-31-2 | Май 2022 ISBN 978-5-907340-69-5      |
| Кирито не может оправиться от потрясения после случайного знакомства с Эолайном, ведь этот человек в маске и глазами, и голосом напоминает ему покойного друга. Однако происшествия, затронувшие оба виртуальных мира, не позволяют Кирито предаваться эмоциям. — Возможно, что всё это — начало новой войны миров. Спустя двести лет в Андерворлде снова заметны признаки грядущего конфликта. Тем временем в Unital Ring приближается решающее сражение против «Общества исследования виртуала» во главе с Мутасиной. Она командует армией из сотни игроков, порабощённых ужасной магией «Удавка проклятого». Кирито и его друзьям придётся подумать, чем ответить на огромную разницу в силах. | |                                         |                                      |
| 26 | Sword Art Online 26: Unital Ring V                                                                           | 8 октября 2021 ISBN 978-4-04-9140-35-4  | Февраль 2025 ISBN 978-5-907841-59-8  |
| Алиса наконец находит свою младшую сестру на 80-м этаже, которая, вместе со многими рыцарями единства, запечатана мощнейшим заклинанием дип-фриза. Но оказывается, что "Звездный Король" спрятал подсказку для снятия дип-фриза на Админе (второй планете после Кардины, планеты мира людей), и Кирито с Эолайном отправляются искать ее. В то же время Кирито с девушками должен найти того, кто погружался в Андерворлд извне "РЭС", а также продолжить развитие своего города "Руис на Риг" и путешевствие до "места, отмеченого сиянием" в Unitial Ring. | |                                         |                                      |
| 27 | Sword Art Online 27: Unital Ring VI                                                                          | 7 октября 2022 ISBN 978-4-04-914622-6   | Февраль 2025 ISBN 978-5-907841-60-4  |
| 28 | Sword Art Online 28: Unital Ring VII                                                                         | 7 июня 2024                             |                                      |

### Sword Art Online: Progressive
Sword Art Online: Progressive рассказывает о поэтапном прохождении Айнкрада. Один том Progressive описывает прохождение одного или двух уровней Айнкрада.
| № | Русское (японское) название                                                 | Дата публикации в Японии               | Дата публикации в России             |
| --- | --------------------------------------------------------------------------- | -------------------------------------- | ------------------------------------ |
| 1 | Sword Art Online: Progressive 1 (ソードアート・オンライン プログレッシブ 1) | 10 октября 2012 ISBN 978-4-04-886977-5 | Март 2018 ISBN 978-5-907014-09-1     |
| «Эту игру невозможно одолеть. Вопрос только в том, где и как мы умрём… и в том, насколько рано.» С тех пор, как Акихико Каяба объявил о начале смертельной игры, прошёл месяц. Две тысячи игроков уже успели расстаться с жизнью в поединке со сверхсложной VRMMO-игрой. Настал день совещания, посвящённого прохождению босса Первого уровня. Кирито, отказавшийся помогать другим игрокам с прокачкой, тоже собирается принять в нём участие. По дороге ему попадается девушка-игрок — редкий гость на передовой. Она в одиночку сражается против монстров рапирой, напоминая падающую звезду, сияющую в ночи… |                                                                             |                                        |                                      |
| 2 | Sword Art Online: Progressive 2 (ソードアート・オンライン プログレッシブ 2) | 10 декабря 2013 ISBN 978-4-04-866163-8 | Сентябрь 2018 ISBN 978-5-907014-10-7 |
| После тяжёлой, но успешной битвы против босса Второго уровня, битер Кирито и его временная напарница Асуна поднимаются наверх. Там, в лесу, раскинувшемся на весь уровень, они встречают двух эльфийских рыцарей, сражающихся друг с другом. Кампания начинается, как только игроки выбирают одного из них. Во время бета-теста битва заканчивалась гибелью обоих NPC, однако Кирито и Асуне чудом удаётся спасти тёмную эльфийку, которую зовут Кизмель. Сбитые с толку неожиданным отличием от беты, они, тем не менее, быстро находят с NPC общий язык. Тем временем остальные игроки созывают собрание, посвящённое прохождению нового уровня, во время которого Кирито и Асуна оказываются перед тяжёлым выбором...                                                         |                                                                             |                                        |                                      |
| 3 | Sword Art Online: Progressive 3 (ソードアート・オンライン プログレッシブ 3) | 10 декабря 2014 ISBN 978-4-04-869096-6 | Январь 2020 ISBN 978-5-907014-94-7   |
| Попрощавшись с загадочной тёмной эльфийкой-рыцарем Кизмель, Кирито и Асуна поднимаются на Четвёртый уровень Айнкрада, где им сразу преграждает путь бурная река, текущая в ущелье. С официальным запуском игры Четвёртый уровень сильно изменился и стал этажом каналов. Кое-как добравшись до главного города, герои оказываются среди мраморных домов и снующих повсюду гондол. Узнав, что собственная лодка — единственная возможность свободно исследовать уровень, Кирито и Асуна отправляются в лес за древесиной и бросают вызов восьмиметровому огнедышащему медведю, известному как Магнатериум! Но это далеко не последнее препятствие на пути к прохождению Четвёртого уровня…                                                                                        |                                                                             |                                        |                                      |
| 4 | Sword Art Online: Progressive 4 (ソードアート・オンライン プログレッシブ 4) | 10 декабря 2015 ISBN 978-4-04-865566-8 | Январь 2020 ISBN 978-5-907014-95-4   |
| Почти два месяца прошло с тех пор, как игроки в Sword Art Online оказались в плену смертельной игры, где гибель виртуального персонажа означает смерть в реальном мире. Сражающиеся на передовой Кирито и Асуна добрались до Пятого уровня. В этом краю развалин они увлекаются охотой за реликвиями, которая приносит им ценные предметы и деньги. Вернувшись на Четвёртый уровень за наградой, которую им обещал виконт тёмных эльфов Йофилис, Кирито предлагает заняться небольшими квестами, связанными с катакомбами под городом. Асуна соглашается, но дело в том, что именно в этом подземелье сильнейшая рапиристка встречает своего самого ненавистного врага, ведь в катакомбах обитают… Сможет ли Асуна победить страх и принять участие в прохождении Пятого уровня? |                                                                             |                                        |                                      |
| 5 | Sword Art Online: Progressive 5 (ソードアート・オンライン プログレッシブ 5) | 10 февраля 2018 ISBN 978-4-04-893613-2 | —                                    |
| |                                                                             |                                        |                                      |
| 6 | Sword Art Online: Progressive 6 (ソードアート・オンライン プログレッシブ 6) | 10 мая 2018 ISBN 978-4-04-893797-9     | —                                    |
| |                                                                             |                                        |                                      |
| 7 | Sword Art Online: Progressive 7 (ソードアート・オンライン プログレッシブ7)  | 10 марта 2021 ISBN 978-4-04-913677-7   | —                                    |
| |                                                                             |                                        |                                      |
| 8 | Sword Art Online: Progressive 8 (ソードアート・オンライン プログレッシブ8)  | 10 июня 2022 ISBN 978-1-97-534338-5    | —                                    |

### Sword Art Online Alternative: Gun Gale Online
Sword Art Online: Alternative: Gun Gale Online" — ответвление от основной серии «SAO», посвящённое Карэн Кохируимаки, студентке ростом 183 см. Она замкнулась в себе на фоне комплекса из-за своего роста (для японской девушки он считается, мягко говоря, высоким). Однако мечта героини стать миниатюрной сбылась, когда в «GGO» ей попался аватар низкого роста. Теперь в мире стали и пороха «Gun Gale Online» она Лленн — игрок-одиночка ниже 150 см. Ей по душе умильные вещи, она всегда одета в розовое. Однажды она обнаруживает, что ей очень нравится режим «Player Killing», то есть охота на других игроков. За это она даже получает прозвище Розовый Демон. Вскоре она встречает загадочную красавицу Питоху, с которой у них сразу же завязывается дружба. По совету Питоху, они решают принять участие в командном турнире «Битва отрядов».
| №  | Русское (японское) название | Дата публикации в Японии               |
| -- | --- | -------------------------------------- |
| 1  | Sword Art Online Alternative: Gun Gale Online I: Squad Jam (ソードアート・オンライン オルタナティブ ガンゲイル・オンラインＩ -スクワッド・ジャム-)                                                                         | 10 декабря 2014 ISBN 978-4-04-869094-2 |
| 2  | Sword Art Online Alternative: Gun Gale Online II: 2nd Squad Jam: Start (ソードアート・オンライン オルタナティブ ガンゲイル・オンラインＩＩ -セカンド・スクワッド・ジャム〈上〉-)                                           | 10 марта 2015 ISBN 978-4-04-869095-9   |
| 3  | Sword Art Online Alternative: Gun Gale Online III: 2nd Squad Jam: Finish (ソードアート・オンライン オルタナティブ ガンゲイル・オンラインＩＩＩ -セカンド・スクワッド・ジャム〈下〉-)                                       | 10 июня 2015 ISBN 978-4-04-865190-5    |
| 4  | Sword Art Online Alternative: Gun Gale Online IV: 3rd Squad Jam: Betrayers' Choice: Start (ソードアート・オンライン オルタナティブ ガンゲイル・オンラインＩＶ -サード・スクワッド・ジャム ビトレイヤーズ・チョイス〈上〉-) | 10 марта 2016 ISBN 978-4-04-865818-8   |
| 5  | Sword Art Online Alternative: Gun Gale Online V: 3rd Squad Jam: Betrayers' Choice: Finish (ソードアート・オンライン オルタナティブ ガンゲイル・オンラインＶ -サード・スクワッド・ジャム ビトレイヤーズ・チョイス<下>-)     | 9 июля 2016 ISBN 978-4-04-892110-7     |
| 6  | Sword Art Online Alternative: Gun Gale Online VI: One Summer Day (ソードアート・オンライン オルタナティブ ガンゲイル・オンラインVI ―ワン・サマー・デイ―)                                                                   | 10 марта 2017 ISBN 978-4-04-892745-1   |
| 7  | Sword Art Online Alternative: Gun Gale Online VII: 4th Squad Jam: Start (ソードアート・オンライン オルタナティブ ガンゲイル・オンラインVII ―フォース・スクワッド・ジャム〈上〉―)                                           | 9 июня 2018 ISBN 978-4-04-893789-4     |
| 8  | Sword Art Online Alternative: Gun Gale Online VIII: 4th Squad Jam: Continue (ソードアート・オンライン オルタナティブ ガンゲイル・オンラインVIII ―フォース・スクワッド・ジャム〈中〉―)                                      | 10 августа 2018 ISBN 978-4-04-893878-5 |
| 9  | Sword Art Online Alternative: Gun Gale Online IX: 4th Squad Jam: Finish (ソードアート・オンライン オルタナティブ ガンゲイル・オンラインIX ―フォース・スクワッド・ジャム〈下〉―)                                            | 07 декабря 2018 ISBN 978-4-04-912093-6 |
| 10 | Sword Art Online Alternative: Gun Gale Online X: Five Ordeals (ソードアート・オンライン オルタナティブ ガンゲイル・オンラインX ―ファイブ・オーディールズ―)                                                                 | 10 апреля 2021 ISBN 978-4-04-913132-1  |
| 11 | Sword Art Online Alternative Gun Gale Online XI: 5th Squad Jam: Start (ソードアート・オンライン オルタナティブ ガンゲイル・オンラインXI ―フィフス・スクワッド・ジャム〈上〉―)                                              | 10 Ноябрь 2021 ISBN 978-4-04-913940-2  |
| 12 | Sword Art Online Alternative Gun Gale Online XII: 5th Squad Jam: Continue (ソードアート・オンライン オルタナティブ ガンゲイル・オンラインXII ―フィフス・スクワッド・ジャム〈中〉―)                                         | 10 Февраль 2022 ISBN 978-4-04-914142-9 |
| 13 | Sword Art Online Alternative Gun Gale Online XIII: 5th Squad Jam: Finish | 10 марта 2023                          |
| 14 | Sword Art Online Alternative Gun Gale Online XIV: Invitation from BB | 10 октября 2024                        |

### Sword Art Online: Clover’s Regret
Sword Art Online: «Сожаления клевера» (англ. Clover’s Regret) рассказывает о жизни «Спящих рыцарей» до событий 7 тома основной серии.
«Asuka Empire» — ветеран индустрии VRMMORPG с сильным японским уклоном; она появилась ещё в то время, когда случай со «Sword Art Online» повсюду обсуждался. Судьба свела вместе боевую жрицу мико Наюту и ниндзя Коёми, когда они решили пройти квест, что предложил им одинокий NPC-жрец. Он сказал им, что некий «детектив» просит о помощи в распутывании одного дела. Была назначена награда за помощь — один миллион иен. Девушки удивились не только такой запредельной награде, но и тому, кем оказался этот «детектив». Он был совершенно бесполезен в бою, но его показатель «удачи» был на очень высоком уровне, а это значило, что ему часто «попадали» очень редкие предметы.
Это история о загадочном детективе и двух подругах, которые вместе пытаются найти решение запутанной загадки.
| № | Русское (японское) название                                                                                                  | Дата публикации в Японии               |
| - | --- | -------------------------------------- |
| 1 | Sword Art Online Alternative «Сожаления клевера» (ソードアート・オンライン オルタナティブ クローバーズ・リグレット)          | 10 ноября 2016 ISBN 978-4-04-892487-0  |
| 2 | Sword Art Online Alternative «Сожаления клевера» Том 2. (ソードアート・オンライン オルタナティブ クローバーズ・リグレット２) | 10 января 2018 ISBN 978-4-04-893594-4  |
| 3 | Sword Art Online Alternative «Сожаления клевера» Том 3. ソードアート・オンライン オルタナティブクローバーズ・リグレット3     | 10 августа 2018 ISBN 978-4-04-893971-3 |

### Sword Art Online Material Edition
Дополнительные данные/Material Edition (ME) — это серия додзинси, написанных Рэки Кавахарой во время работы над Sword Art Online (под псевдонимом Фумио Кунори).
| №  | Название                                                        | Дата публикации |
| -- | --------------------------------------------------------------- | --------------- |
| 1  | Проходчики                                                      | 18 ноября 2007  |
| 2  | Первоначальные персонажи                                        | 10 февраля 2008 |
| 3  | Керамическое сердце                                             | 5 мая 2008      |
| 4  | Холодная рука, горячее сердца                                   | 16 ноября 2008  |
| 5  | Шалфей. (Кавагоэ, январь 2025 года)                             | 5 мая 2009      |
| 6  | Алгейд открывает карты (22 уровень Айнкрада, октябрь 2024 года) | 15 ноября 2009  |
| 7  | Продолжение: Ария в беззвёздной ночи (декабрь 2022 года).       | 21 августа 2011 |
| 8  | Рондо переходного меча. Первая глава                            | 30 декабря 2011 |
| 9  | Монохромный концерт. Вторая глава                               | 5 февраля 2012  |
| 10 | 16.6 (Sugary Days 1)                                            | 20 октября 2013 |
| 11 | 16.7 (Sugary Days 2)                                            | 2 февраля 2014  |
| 12 | 16.8 (Sugary Days 3)                                            | 5 мая 2014      |
| 13 | 16.9 (Sugary Days 4)                                            | 31 августа 2014 |
| 14 | Sugary Days 5                                                   | 23 ноября 2014  |
| 15 | Sugary Days 6                                                   | 5 мая 2015      |
| 16 | Sugary Days 7                                                   | 30 августа 2015 |
| 17 | Много говорили о Уважаемом Суб-лидере                           | 15 ноября 2015  |
| 18 | Sugary Days 8                                                   | 31 января 2016  |
| 19 | Sugary Days 9                                                   | 5 мая 2016      |
| 20 | Однотонные Цвета                                                | 21 августа 2016 |
| 21 | SAOP 4.2                                                        | 23 октября 2016 |
| 22 | Augmented Magic                                                 | 12 февраля 2017 |
| 23 | Sugary Days 10                                                  | 6 мая 2017      |
| 24 | Sugary Days 11                                                  | 20 Августа 2017 |
| 25 | Sugary Days 12                                                  | 23 ноября 2017  |
| 26 | Sugary Days 13                                                  | 11 февраля 2018 |
| 27 | Sugary Days 14                                                  | 05 мая 2018     |
| 28 | Gaiden X3                                                       | 17 февраля 2019 |
| 29 | Gaiden X3                                                       | 12 мая 2019     |

### Побочные истории
- Ария в беззвёздной ночи (1 уровень Айнкрада, декабрь 2022 года)

Прошёл месяц с того времени, как десять тысяч игроков оказались в ловушке SAO. Две тысячи человек уже погибли, а первый уровень так и не пройден. Растёт напряжение в отношениях между бета-тестерами и обычными игроками. В глубине игрового лабиринта происходит первая встреча между Кирито и Асуной. Игроки SAO готовятся бросить вызов боссу первого уровня Айнкрада. В финале Кирито придётся сделать выбор, который так или иначе изменит отношения между бета-тестерами и обычными игроками.
- Калибр SS (альтернативный финал)

Альтернативная (плохая) концовка рассказа «Калибр», описывающая развитие событий, после того как Кляйну не удалось спасти Фрейю во время поисков Экскалибра.
- Versus (кроссовер с «Accel World»)

Роппонги, 2026 год. Кадзуто/Кирито был вызван протестировать только что разработанную «Экспериментальную установку Полного Погружения четвёртого поколения». Но все, что он встречает в виртуальном мире, — это сражение с Серебряным Вороном/Харуюки Аритой в 204x году.
- There is but one ultimate way («Алисизация», побочная история)

События происходят после арки «Underworld» (приблизительно 15 том). Летние каникулы третьекурсника подходят к концу. Кажется, девчонки что-то задумали на счёт Кирито.
- Колыбель Луны (UW, побочная история)

Побочная история, происходящая в мире Алисизации. По заявлению автора, она должна читаться как отдельная, не связанная с SAO фэнтези-история с именами, которые случайно совпадают с именами героев SAO.
- Звук воды, звук молота (48 уровень Айнкрада, август 2024 года)

Спустя два месяца после событий истории «Тепло сердца», Кирито приносит выкованный Лизбет меч, «Прогоняющий тьму», в её мастерскую для «сервисного обслуживания» и «модернизации».
- Причины усов (2 уровень Айнкрада, декабрь 2022 года)

Действие происходит сразу же после событий Арии в беззвёздной ночи. Кирито активирует портал на второй уровень Айнкрада и сразу же сбегает оттуда, дабы не принять на себя весь гнев игроков. Глядя за тем, как из портала выходят игроки, Кирито замечает, как одну из его немногочисленных друзей преследуют двое ниндзя, и тогда он решает вмешаться.
- За день до (22 уровень Айнкрада, 23 октября 2024 года)

Эта побочная история о том, как провели Кирито и Асуна день до их свадьбы.